# Metophthalmus clareae
Metophthalmus clareae is een keversoort uit de familie schimmelkevers (Latridiidae). De wetenschappelijke naam van de soort werd in 1973 gepubliceerd door Johnson.